# Rüscheid
Rüscheid (mundartlich: Rüscht) ist eine Ortsgemeinde im Landkreis Neuwied im Norden von Rheinland-Pfalz. Sie gehört der Verbandsgemeinde Rengsdorf-Waldbreitbach an.

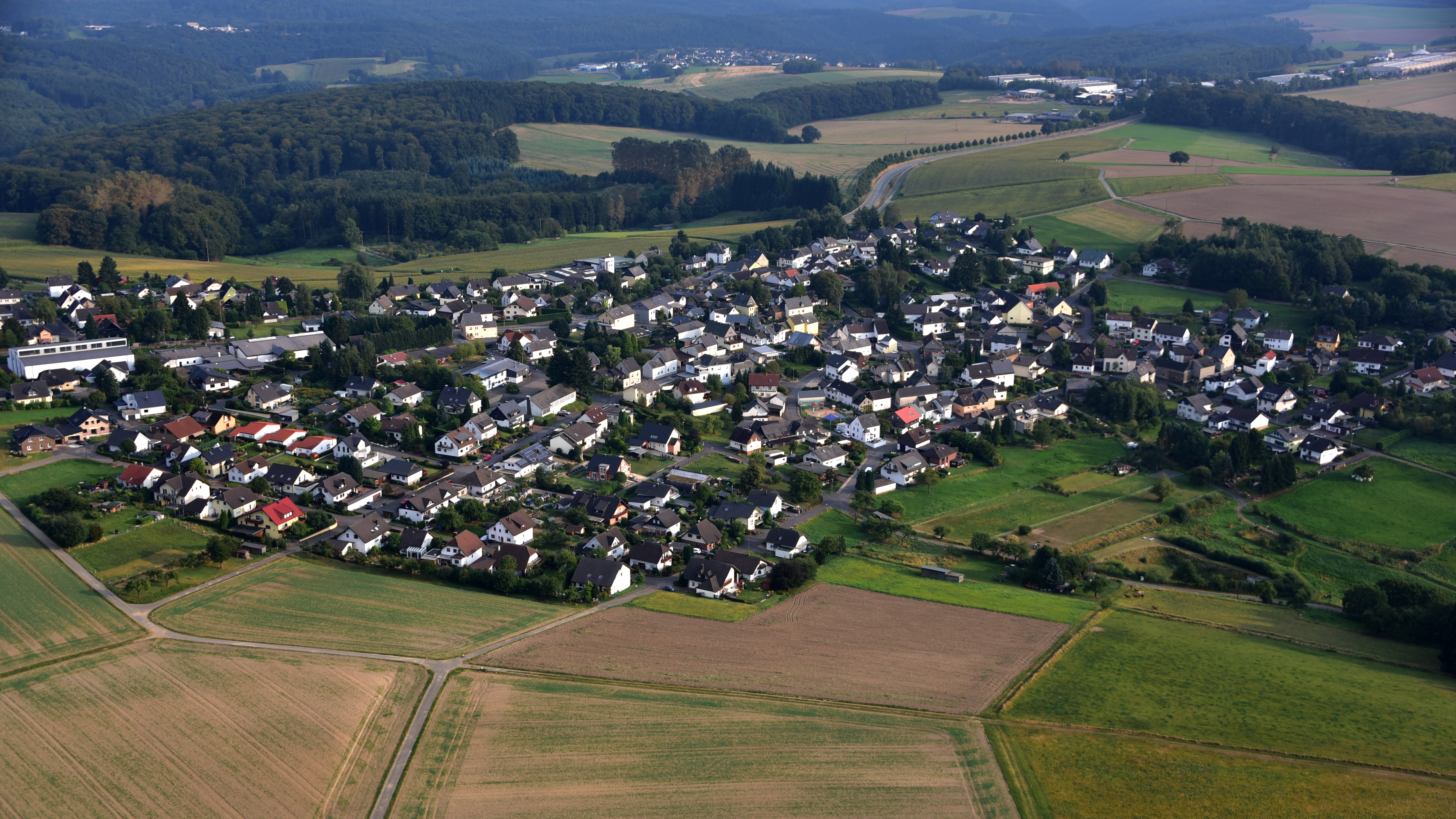
Rüscheid, Luftaufnahme (2016)

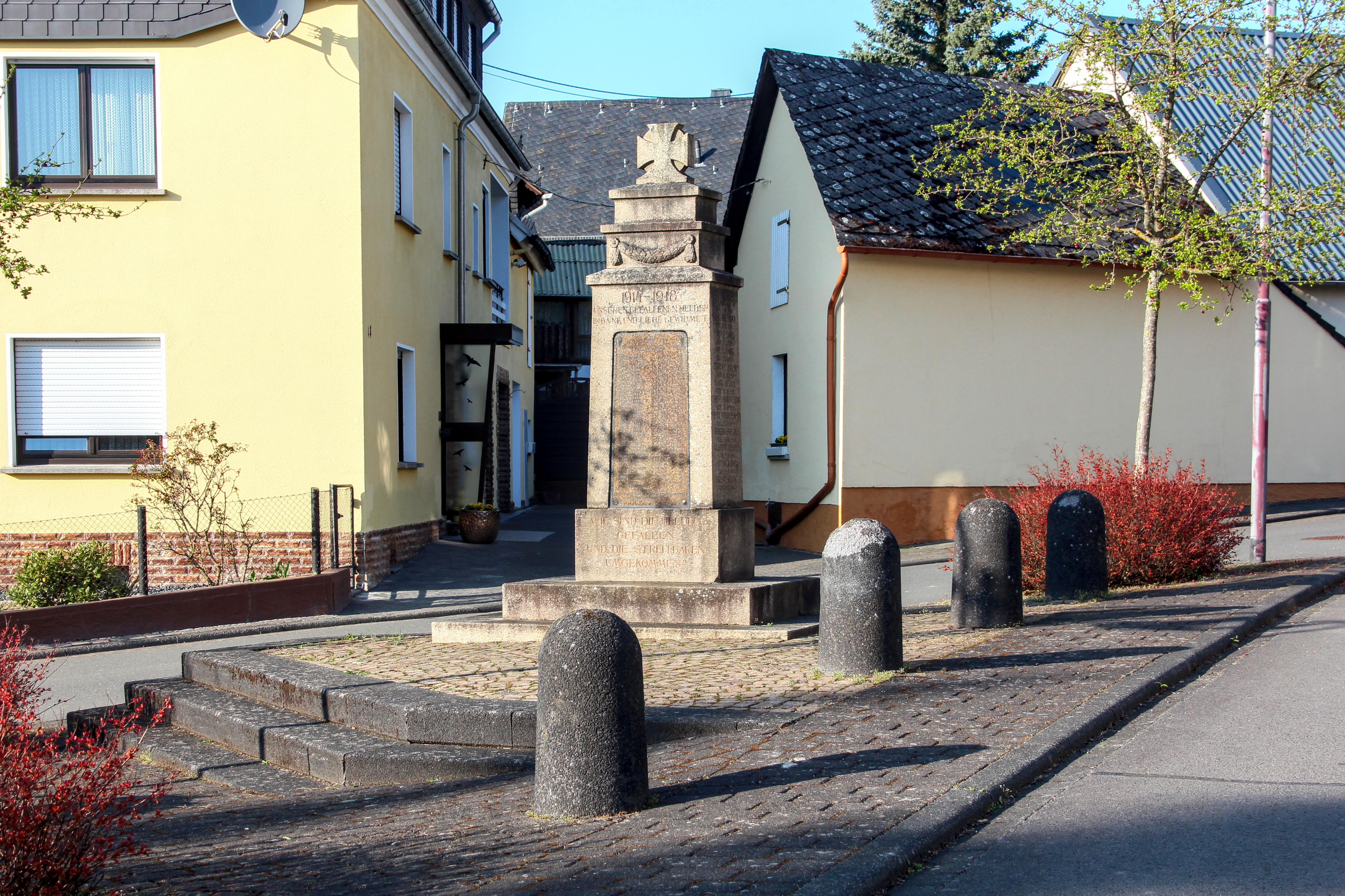
Das Kriegerdenkmal am Dorfplatz für die Gefallenen des 1. und 2. Weltkrieges

## Geographie
Der Ort liegt am Rande des Westerwaldes oberhalb des Neuwieder Beckens auf einer Anhöhe zwischen den Tälern des Urbachs im Westen und des Siehrsbachs im Osten. Das Gemeindegebiet, dessen Osten vom Anhäuser Kirchspielwald eingenommen wird, gehört zum Naturpark Rhein-Westerwald. Zu Rüscheid gehört der Wohnplatz Rehhof.
Nachbargemeinden sind Anhausen, Meinborn und Thalhausen, die nächsten Städte sind Dierdorf, Neuwied und Koblenz.

## Geschichte
Die älteste urkundliche Erwähnung von Rüscheid geht auf eine Urkunde aus dem Jahre 1280 zurück. Darin vermacht die Begine Jutta von Rusthinscheit der Abtei Rommersdorf ihre Güter im Kirchspiel Anhausen. Die Rommersdorfer Abtei kennzeichneten ihren Grundbesitz mit Grenzsteinen, in die ein Abtsstab mit einem darin verschlungenen „A“ und „R“ für Abtei Rommersdorf eingemeißelt war. Damit verweist der untere Teil des Wappens auf die historische Beziehung der Gemeinde Rüscheid zu Rommersdorf.
Im März des Jahres 1945 eroberten west-alliierte Truppen im Rahmen der Operation Undertone Rüscheid. Rüscheid wurde Teil der Französischen Besatzungszone; die ersten Nachkriegsjahre waren entbehrungsreich.
Bevölkerungsentwicklung
Die Entwicklung der Einwohnerzahl von Rüscheid, die Werte von 1871 bis 1987 beruhen auf Volkszählungen:
| Jahr | Einwohner |
| ---- | --------- |
| 1815 | 201       |
| 1835 | 333       |
| 1871 | 403       |
| 1905 | 387       |
| 1939 | 385       |

| Jahr | Einwohner |
| ---- | --------- |
| 1950 | 411       |
| 1961 | 496       |
| 1970 | 527       |
| 1987 | 687       |
| 1997 | 782       |

| Jahr | Einwohner |
| ---- | --------- |
| 2005 | 791       |
| 2011 | 783       |
| 2017 | 781       |
| 2023 | 856       |

## Politik

### Bürgermeister
Marcus Asbach wurde am 3. April 2023 Ortsbürgermeister von Rüscheid. Der bisherige Erste Beigeordnete wurde vom Ortsgemeinderat einstimmig gewählt. Er wurde im Juni 2024 wiedergewählt.
Asbachs Vorgänger Hartmut Döring hatte das Amt am 21. März 2016 übernommen. Bei der Direktwahl am 26. Mai 2019 wurde er mit einem Stimmenanteil von 76,24 % für weitere fünf Jahre in seinem Amt bestätigt. Mit Ablauf des 5. Mai 2022 legte Döring das Amt jedoch aus privaten Gründen vorzeitig nieder.
Vorgänger von Hartmut Döring waren Christian Krauß (Ortsbürgermeister 2014 bis zu seinem Rücktritt im September 2015) und Heike Schmitz (1999–2014).

### Wappen
| Wappen von Rüscheid | Blasonierung: „Gespalten über eingepfropfter flacher silberner Spitze, darin ein roter Abtsstab, mit zwei an ihn ligierte (gebundene) rote Majuskeln „A“ rechts und „R“ links, vorne in Gold vier rote Schrägbalken, belegt mit einem linksgewendeten schreitenden blauen Pfau mit goldenen Federaugen, hinten in Grün eine silberne Windmühle.“ |
| Wappen von Rüscheid | Wappenbegründung: Pfau und rote Schrägbalken des wiedischen Wappens deuten auf die einstige Zugehörigkeit Rüscheids zur niederen Grafschaft Wied. Die Windmühle verweist auf die Turmwindmühle des Rüscheider Müllers Friedrich Haag hin, die er 1880–82 am südlichen Dorfende errichten ließ, den auf dem Höhenrücken oft wehenden Wind zum Mühlantrieb zu nutzen, aber wegen des ungünstigen Standortes mit geringem Erfolg. Um 1930 wurden letzte Reste der Bruchsteinmühle entfernt. Die Windmühle symbolisiert des Weiteren den Getreideanbau in den weiten Feldfluren. Der Abtsstab und die mit ihm verbundenen Buchstaben „A“ und „R“ (für Abtei Rommersdorf) im unteren Wappenfeld (Spitze) steht für den ehemaligen Besitz des Klosters Rommersdorf in der Rüscheider Gemarkung, das ihren Bodenbesitz mit diesem Zeichen auf ihren Grenzsteinen versah. |

## Wirtschaft und Infrastruktur

### Unternehmen
- Intamin Bahntechnik, Hersteller der Einschienenbahn auf dem Gelände der Internationalen Gartenschau 2013 in Hamburg.

### Verkehr
Rüscheid liegt an der Landesstraße 258 und nahe der Bundesautobahn 3, deren nächstgelegene Anschlussstelle Dierdorf ist.
Der nächste Bahnhof an der rechten Rheinstrecke ist der Bahnhof Neuwied. Der nächstgelegene ICE-Bahnhof befindet sich in Montabaur (Schnellfahrstrecke Köln–Rhein/Main).